# Huset Drašković
Drašković var en framstående och en av de äldsta kroatiska adelsfamiljerna. Ätten Drašković var ursprungligen en lågadlig ätt och kom från regionen Lika men flydde dock i mitten av 1500-talet till norra Kroatien på grund av krigen mot Osmanska riket. Ätten förlänades då istället gods i närheten av Varaždin och slottet Trakošćan. Trakošćan kom att bli ättens högborg. Den äldsta pålitliga källan omnämner ätten Drašković i tre dokument från år 1490, skrivna på glagolitisk skrift, och omnämner 35 medlemmar i familjen.
Flera medlemmar av familjen kom att regera i Kroatien som baner (vicekungar) och andra har nått berömmelse i Kroatien genom sina bedrifter som politiker, militärer, biskopar eller poeter.

## Berömda familjemedlemmar (urval)
- Juraj II Drašković (1525-1585), präst, kardinal, ungersk prelat och ban av Kroatien
- Ivan I Drašković (?-1566), kroatisk-ungersk härförare
- Janko Drašković (1770-1856), patriot och skriftställare